# S/2020 S 3
S/2020 S 3 est un satellite naturel de Saturne. Il a été découvert par Edward Ashton, Brett James Gladman, Jean-Marc Petit et Mike Alexandersen. Ses caractéristiques sont basées sur des observations effectuées depuis l'observatoire Canada-France-Hawaï entre 2019 et 2021.
Sa découverte a été annoncée le 5 mai 2023 dans la Minor Planet Electronic Circular 2023-J35.

## Caractéristiques
Ce satellite mesure 2 km de diamètre.
Son orbite est caractérisée par un demi-grand axe de 17 980 000 km, une excentricité de 0.038 et une inclinaison de 47.10°.
Il fait partie du groupe inuit.